# فرانچسکو بومباگی
فرانچسکو بومباگی (انگلیسی: Francesco Bombagi؛ زادهٔ ۷ سپتامبر ۱۹۸۹) بازیکن فوتبال است.
از باشگاه‌هایی که در آن بازی کرده‌است می‌توان به باشگاه فوتبال رجینا اشاره کرد.